# Беатриса Великобританська
Беатри́са Великобрита́нська (англ. Beatrice of the United Kingdom), також Беатри́са Са́ксен-Ко́бург-Го́тська (англ. Beatrice of Saxe-Coburg and Gotha; 14 квітня 1857, Лондон — 26 жовтня 1944, Балкомб) — п'ята дочка і наймолодша дитина британської королеви Вікторії та її чоловіка Альберта Саксен-Кобург-Готського; в шлюбі — принцеса Баттенберг.
Дитинство принцеси пройшло поруч із матір'ю — королевою Вікторією, яка сумувала за чоловіком. Після того, як старші сестри Беатриси вступили в шлюб і залишили матір, Беатриса стала головною опорою та підтримкою королеви. Вікторія була дуже прив'язаною до дочки і хотіла, щоб та назавжди залишилася з нею і ніколи не одружувалась. Беатриса упокорилася долі і виконувала обов'язки, покладені на неї матір'ю. Проте, знайшлося чимало охочих поріднитися з королевою: серед них був єдиний син поваленого французького імператора Наполеона III — Наполеон Ежен, але він загинув 1879 року під час англо-зулуської війни ще до того, як почалися переговори про шлюб; ще одним кандидатом був удівець старшої сестри Беатрис — Людвіг IV, великий герцог Гессенський, проте закони того часу забороняли такі шлюби.
1884 року на весіллі гессенської племінниці Беатриси принцеси Вікторії вона познайомилася з принцом Генріхом Баттенбергом, сином принца Олександра Гессен-Дармштадтського та його морганатичної дружини Юлії фон Гауке. Після повернення додому принцеса оголосила матері, що хоче одружитися з Генріхом. Після року умовлянь і роздумів королева погодилася на цей шлюб за умови, що Генріх відмовиться від усіх обов'язків у Німеччині та назавжди залишиться у Великій Британії, а Беатриса продовжить виконувати обов'язки неофіційного секретаря матері. Весілля відбулося 23 липня 1885 року на острові Вайт. За десять років шлюбу у подружжя народилося троє синів та дочка. 1896 року Генріх умовив королеву дозволити йому брати участь в англо-ашантійській війні, під час якої 20 січня він помер від малярії. У вдовстві Беатриса так само залишалася при матері і допомагала їй до її смерті 22 січня 1901 року. Наступні роки принцеса присвятила редагуванню щоденників матері та виконанню королівських обов'язків. Беатриса померла 1944 року у віці 87 років, переживши всіх своїх братів і сестер, а також двох своїх дітей та кількох племінників та племінниць, зокрема короля Великої Британії Георга V та німецького імператора Вільгельма II.

## Походження та ранні роки

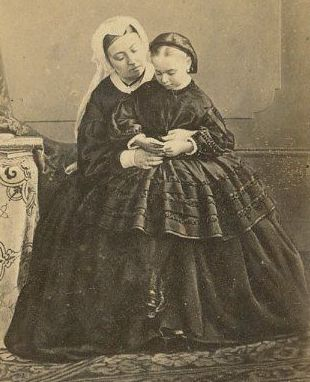
Беатриса на руках у матері, 1862

Беатриса народилася 14 квітня 1857 року в Букінгемському палаці в Лондоні в сім'ї британської королеви Вікторії та її чоловіка принца Альберта; дівчинка стала п'ятою донькою та наймолодшою дитиною з дев'яти дітей королівського подружжя. Народження принцеси викликало суперечки, коли було оголошено, що тридцятисемирічна королева буде використовувати як анестезію хлороформ, який перебував у віданні доктора Джона Сноу; суперечки спричинило те, що хлороформ вважався небезпечним як для матері, так і для дитини. Крім того, його використання не схвалювала Церква Англії та авторитетні медичні діячі. Проте, королева використала «благословенний хлороформ» під час останніх пологів «без докорів совісті», як це було при народженні дочки Луїзи.
За два тижні Вікторія записала у своєму щоденнику, що «була щедро винагороджена і забула все, що пережила, коли почула, як найдорожчий Альберт сказав: Це прекрасна дитина, це дівчинка!». 16 червня 1857 року в приватній каплиці Букінгемського палацу дівчинку охрестив під іменами «Беатрис Марія Вікторія Феодора» архієпископ Кентерберійський Джон Самнер; хрещеними батьками стали герцогиня-вдова Кентська (мати королеви Вікторії), старша із сестер Беатриси Вікторія та її наречений Фрідріх Прусський. Ім'я «Марія» принцеса отримала на честь герцогині Глостерської, що стала єдиною дитиною короля Георга III, яка дожила до цього моменту; ім'я «Вікторія» дівчинка отримала на честь матері та ім'я «Феодора» — на честь єдиноутробної сестри королеви Феодори Лейнінгенської.

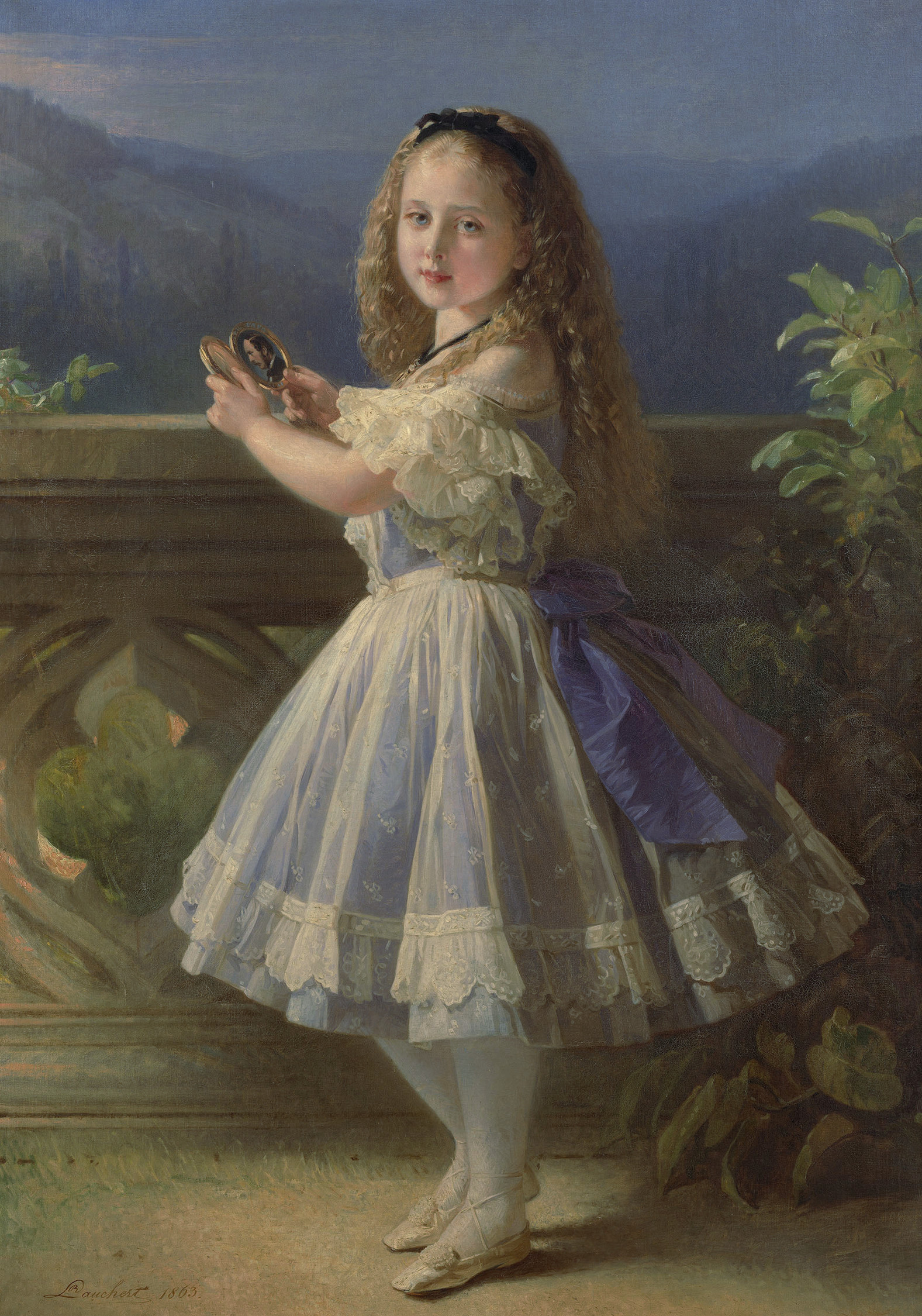
Портрет Беатриси пензля Ріхард Лаухерт, 1863 рік

Як і її сестри, Беатриса здобувала освіту за програмою, яку розробили для неї батько та його близький друг барон Стокмар: дівчинка навчалася практичних навичок, таких як ведення домашнього господарства, приготування їжі, фермерство та деревообробка, а також мов. Вікторія та Альберт виступали за монархію, засновану на сімейних цінностях, тому повсякденний гардероб Беатриси та її братів і сестер складався з одягу для середнього класу, а спали діти в мізерно обставлених, мало опалюваних спальнях.
До народження Беатриси улюбленицею батька була старша дочка Вікторія, яка 1858 року стала дружиною прусського принца. У міру того як принцеса Вікторія готувалася до життя в Німеччині, Беатриса завойовувала серце Альберта. Вийшовши з дитинства, Беатриса стала виявляти ознаки світлого розуму, що також приємно вразило принца Альберта, який цінував розумних людей. Він писав своєму другові Стокмару, що Беатриса — «найвтішніша дитина з тих, що ми мали». Маленька принцеса стала й улюбленицею матері, відомої тим, що вона вважала новонароджених потворними. Королева Вікторія вважала наймолодшу дочку найпривабливішою з усіх своїх дітей, що дало Беатрисі перевагу порівняно з її старшими братами та сестрами. Вікторія одного разу зауважила, що Беатриса була «красивою, повненькою та квітучою дитиною… з прекрасними великими блакитними очима, маленьким миленьким ротом і дуже тонкою шкірою». На початку 1860-х років королева замовила Ріхарду Лаухерту. Крім того, Вікторія любила купати Беатрис, чого вона ніколи не робила зі старшими дітьми. Попри сувору програму навчання, дитинство принцеси було значно спокійнішим, ніж у інших дітей Вікторії та Альберта, завдяки її близькості з батьками, яких, внаслідок того, що вона була наймолодшою дитиною королівського подружжя, їй не довелося ні з ким ділити, як це було з її братами та сестрами.

### Смерть принца Альберта

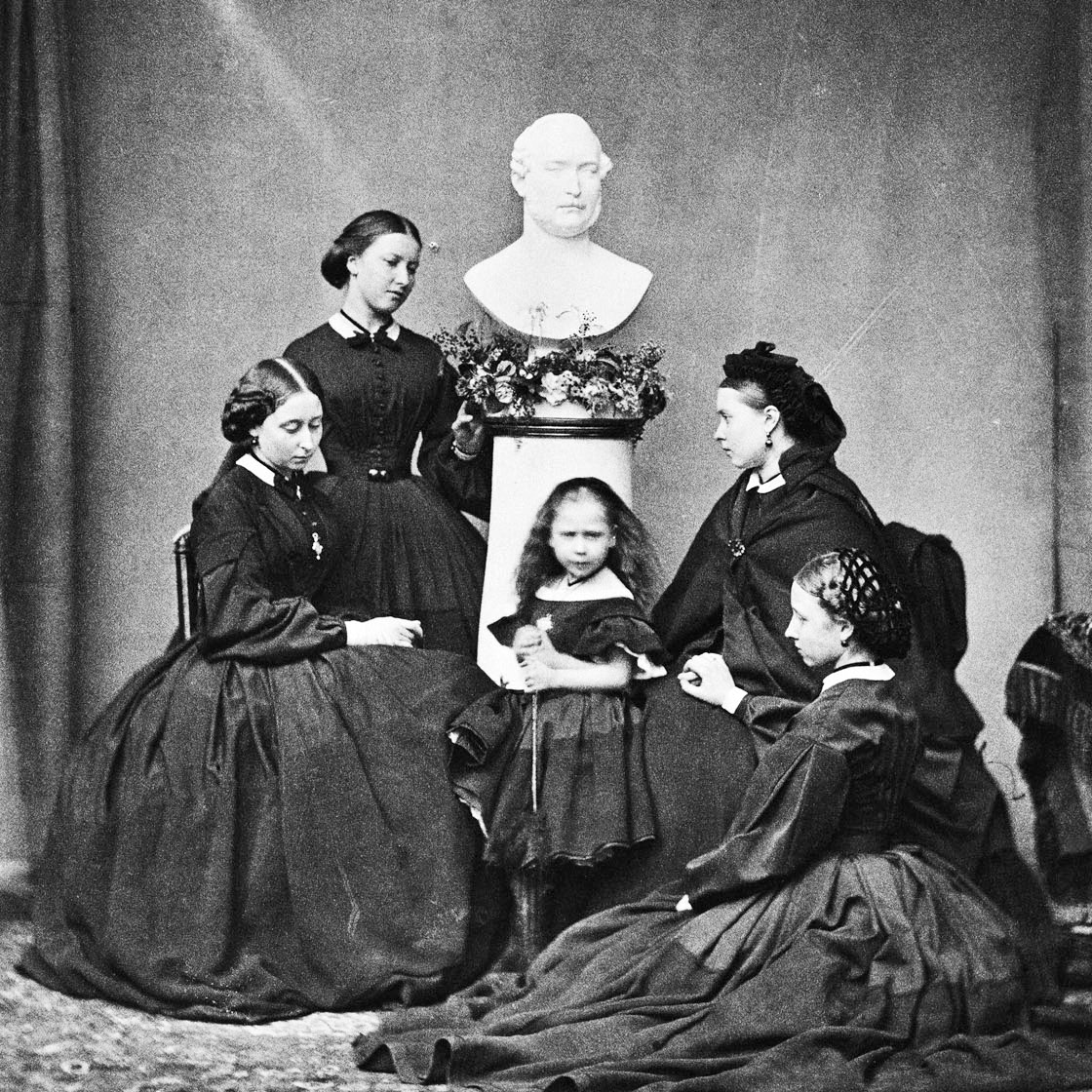
Дочки королеви Вікторії, які тужать за батьком. Беатриса єдина із сестер дивиться прямо в камеру

Атмосфера сімейного щастя, в якій виховувалась Беатриса, зникла 1861 року. 16 березня у Фрогмор-хаус померла мати королеви — герцогиня Кентська. Королева була зламана горем і відчувала вину за відчуження, що сталося між ними на початку царювання Вікторії. Чотирирічна Беатриса намагалася втішити матір, нагадуючи їй, що герцогиня Кентська тепер «на небесах, але сама Беатриса сподівається, що вона повернеться». Втіха спрацювала лише частково, і королева віддалилася від життя й ізолювала себе від своїх дітей; вона продовжила спілкування лише зі старшою із неодружених дочок, принцесою Алісою, яка виконувала функції неофіційного секретаря Вікторії та її представниці на публічних заходах, та маленькою Беатрисою. У грудні на сім'ю чекав новий удар: 14 грудня у Віндзорському замку помер принц Альберт. Двір поринув у жалобу, а вся королівська родина за наказом Вікторії відбула до резиденції Осборн-гаус. Атмосфера королівського двору стала похмурою та болючою, а розваги — сухими та безрадісними.

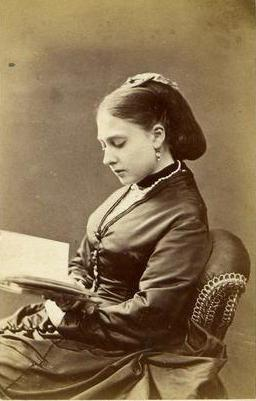
Беатриса на початку 1870-х років

Глибина скорботи королеви здивувала не лише її сім'ю та придворних, а й політиків та суспільство. Коли померла її мати, Вікторія закрилася від усіх дітей, крім Аліси та Беатриси. Втрата Альберта зробила королеву замкненішою і ще більше віддалила її від дітей, зокрема, від принца Уельського, якого Вікторія необґрунтовано вважала винним у смерті чоловіка. Разом з тим Вікторія зблизилася з улюбленою дочкою, яку часто брала до себе в ліжко, де «лежала без сну, стискаючи дитину, загорнуту в піжаму людини, яка більше ніколи її не одягне». Після 1871 року, коли остання із сестер Беатриси вступила в шлюб, Вікторія стала повністю покладатися на молодшу дочку, яка від раннього дитинства заявляла: «Я не люблю весілля взагалі. Я ніколи не вийду заміж. Я залишусь із мамою». У цей період Беатриса взяла на себе обов'язки неофіційної секретарки матері, які раніше послідовно виконували її сестри Аліса, Олена та Луїза , зокрема, писала листи від імені матері та допомагала їй із політичним листуванням. Пізніше Вікторія стала доручати дочці особистіші справи: так, під час важкої хвороби 1871 року королева продиктувала Беатрисі текст запису в щоденнику, а 1876 року дозволила дочці розсортувати ноти, за якими раніше королева і принц Альберт грали і які не використовувалися після його смерті.
Королева визнавала відданість дочки і була вдячна їй за це, проте все більше і більше потребувала її. Королева зазнала ще однієї втрати 1883 року, коли її улюблений слуга-шотландець Джон Браун помер у Балморалі. Королева знову поринула в жалобу і повністю поклалася на підтримку Беатриси. На відміну від братів та сестер, Беатриса ніколи не виявляла неприязні до Брауна, їх навіть часто бачили разом, коли вони працювали над здійсненням численних планів королеви.

## Шлюбні плани

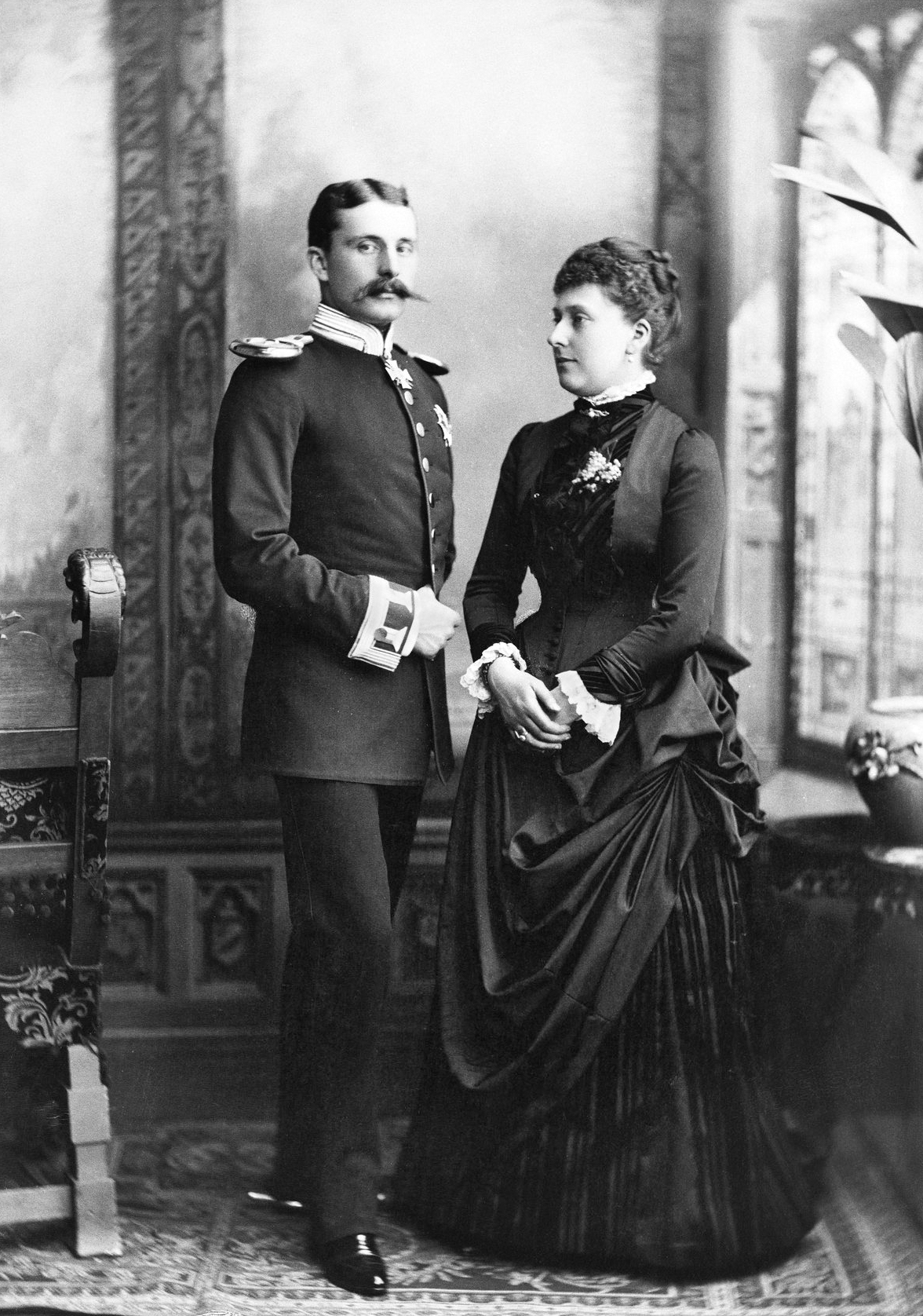
Беатриса та Генріх Баттенберг у квітні 1885 року

Попри те, що королева навіть не хотіла розглядати можливість шлюбу Беатрис, на її руку було чимало претендентів. Одним із них став французький принц Наполеон Ежен, єдина дитина імператора Наполеона III та його дружини Євгенії де Монтіхо. Після того, як Пруссія здобула перемогу над Францією у Франко-прусській війні, Наполеон III був повалений і 1870 року разом зі сім'єю втік до Англії. Після смерті імператора 1873 Вікторія зблизилася з його вдовою, і в пресі стали з'являтися чутки про швидкі заручини Беатриси з Наполеоном Еженом. Невідомо, чи справді планувався цей шлюб, однак він був дуже вигідним для Вікторії, оскільки її улюбленій дочці не довелося б покидати країну. Чутки в пресі закінчилися зі смертю 1 червня 1879 Наполеона Ежена в ході англо-зулуської війни. Королева Вікторія записала в щоденнику після звістки про смерть принца: «Дорога Беатриса дуже багато плаче, як і я, відколи ми отримали телеграму… це було на світанку, і я мало спала… Беатриса так засмучується; всі ми приголомшені».
Після смерті французького принца брат Беатриси, принц Уельський, припускав, що вона могла б вийти за великого герцога Гессенського Людвіга IV, який раніше був одруженим зі старшою сестрою Беатрис Алісою, яка померла під час епідемії дифтерії 1878 року. Принц вважав, що Беатриса зможе стати чудовою заміною матері для молодших дітей Людвіга, які часто відвідували королеву Вікторію, і одночасно піклуватиметься про матір; крім того, він зазначав, що так королева Вікторія зможе спостерігати, як ростуть її гессенські онуки. Однак на той момент такий шлюб був заборонений законом, і принц Уельський навіть намагався проштовхнути через парламент акт, який дозволяв би шлюб чоловіка з сестрою покійної дружини. Попри народну підтримку акту і той факт, що його підтримала палата громад, акт відхилила палата лордів через опозицію з боку духовників. Хоча королева підтримувала акт і була розчарована його провалом, вона була щаслива, що дочка залишилася біля неї.
Серед інших кандидатів були брати Баттенберги — Олександр і Людвіг, але жоден з них не досяг успіху. Разом з тим, Олександр ніколи офіційно не просив руки Беатриси: він просто говорив, що «можливо, якось заручиться з другом дитинства Беатрисою»; Людвіг виявився зацікавленішим щодо шлюбу з дочкою королеви і навіть був запрошений на вечерю з ними, проте Вікторія сиділа за столом між ним та Беатрисою, якій веліла ігнорувати принца, щоб відбити в нього бажання просити її руки. Не розуміючи причини мовчання принцеси, Людвіг кілька років сподівався на шлюб, проте зрештою одружився з її племінницею Вікторією, дочкою принцеси Аліси і великого герцога Гессенського. Беатрису запросили на весілля Людвіга та Вікторії в Дармштадт, де принцеса закохалася в молодшого брата нареченого, принца Генріха, який відповів взаємністю.

### Заручини та весілля

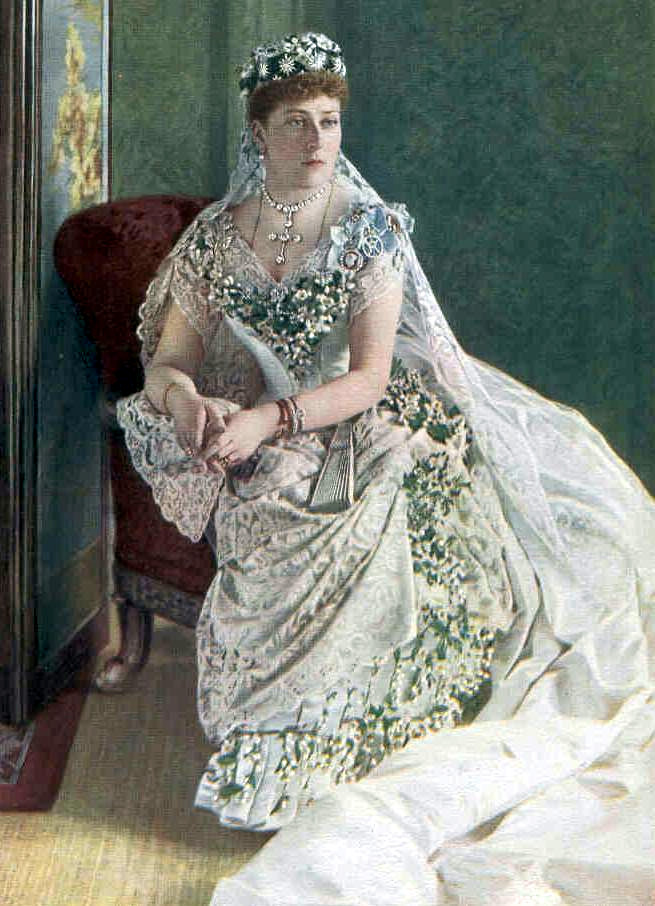
Беатриса в день весілля, 1885

Коли Беатриса, повернувшись із Дармштадта, заявила матері, що збирається одружитись, королева відреагувала мовчанням. Хоча вони продовжували жити і працювати пліч-о-пліч, протягом семи місяців Вікторія навряд чи сказала дочці декілька слів, вважаючи за краще спілкуватися з нею записками. Таку незвичайну поведінку королеви, яка стала несподіванкою навіть для її сім'ї, викликало те, що Вікторія боялася втратити дочку. Попри те, що Беатриса стала дорослою, королева продовжувала вважати її своїм «малям» — невинною дитиною, і ставилася до фізичної близькості з чоловіком, яка незмінно прийде зі шлюбом, як до кінця невинності дочки.
Вирішити сімейний конфлікт спробували принцеса Уельська та старша дочка королеви, кронпринцеса Пруссії, яка нагадала матері про щастя, яке Беатриса приносила її покійному чоловікові. Спогади спонукали Вікторію відновити спілкування з дочкою. Королева дала згоду на шлюб за умови, що Генріх відмовиться від усіх своїх німецьких зобов'язань і назавжди оселиться у Великій Британії.
Шлюбна церемонія відбулася 23 липня 1885 року в церкві Святої Мілдред у Віппінгемі, поблизу резиденції Осборн-гаус. Принцеса була одягнена у весільну сукню з білого атласу з оздобленням з флердоранжу та мережива з мереживною спідницею. Вікторія дозволила їй надіти фату з хонітонського мережива, яке сама королева одягала в день свого весілля. Також голову принцеси прикрашала алмазна діадема, яку подарувала мати. До вівтаря Беатрис вели мати та принц Уельський. Подружками нареченої були племінниці Беатриси: Аліса та Ірена Гессенські; Александра, Марія та Вікторія Меліта Единбурзькі; Луїза, Мод та Вікторія Уельські; Марія Луїза та Олена Вікторія Шлезвіг-Гольштейнські. Разом з нареченим біля вівтаря на принцесу чекали його брати Олександр і Франц Йосип.
На церемонії були присутні майже всі члени британської королівської сім'ї, а також політики, за винятком старшої дочки Вікторії та її чоловіка, а також колишнього прем'єр-міністра Вільяма Гладстоуна та Марії Аделаїди Кембриджської, яка перебувала в жалобі за свекром. Медовий місяць молодята провели в Куарр Еббі-гаус, що належав сім'ї Кохрейн, представниця якої, Мінні Кохрейн, була фрейліною Беатриси, і розташований на північному узбережжі острова Вайт. Як пізніше писала старша дочка королеви, Вікторія «стійко витримала» прощання з нареченими і лише потім дала волю почуттям. Восени 1885 року королева писала своїй гессенській онучці Вікторії з Балморала: «Думаю, ти хочеш знати, як добре все склалося… яка щаслива [твоя] дорога тітонька — і чуттєва — так, що я відчуваю це, але мало що змінилося».
Як один з весільних подарунків Беатриса отримала від банкіра й мецената Мозеса Монтефіоре срібний чайний сервіз із гравіюванням «Багато дочок діяли віртуозно, але ти перевершила їх усіх». The Times незадовго до весілля принцеси писала: «Відданість вашої Королівської Високості нашій коханій королеві завоювала щире захоплення та глибоку подяку. Нехай те благословення, що ви постійно посилали іншим, повернеться до вас повною мірою».

## Останні роки королеви Вікторії
Після короткого медового місяця Беатриса з чоловіком, як і обіцяла, повернулася до королеви. Вікторія ясно дала зрозуміти, що сама не могла впоратися з обов'язками, тож принцеса не зможе залишати матір надовго та подорожувати без неї. Хоча королева незабаром послабила це обмеження, Беатриса й Генріх залишали Вікторію лише на короткий час, щоб побачитися з його сім'єю. Любов Беатриси до чоловіка, як і королеви до принца Альберта, здавалося, ставала з часом тільки сильнішою. Тому, коли Генріх вирушав кудись без дружини, вона ставала щасливішою після його повернення.
Приєднання принца Генріха до сім'ї стало приводом для Беатриси й Вікторії очікувати чогось нового, а двір став значно яскравішим, ніж був після смерті принца Альберта 1861 року. Беатриса підтримувала чоловіка у всьому: так, вона була на його боці, коли Генріх був сповнений рішучості взяти участь у військових походах, що дратувало королеву, яка виступала проти його участі у воєнному житті країни. Конфлікт між подружжям та королевою знову виник, коли Генріх взяв участь у карнавалі в Аяччо, де перебував у «низькій компанії», і Беатриса мусила послати офіцера флоту, щоб повернути чоловіка додому. Пригнічений постійною присутністю королеви, Генріх одного разу навіть втік на Корсику з братом Людвігом, звідки його за наказом Вікторії повернуто на військовому кораблі. Попри таку поведінку принца, він подобався Вікторії; крім того, вона цінувала його любов до дочки.

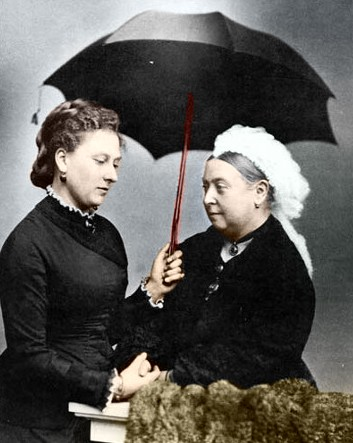
Беатриса з матір'ю у 1880-х роках

Одружившись, Беатриса продовжувала виконувати обов'язки довіреної особи та секретарки королеви. У перші місяці шлюбу принцеса перенесла викидень , проте надалі проблем із дітонародженням у Беатриси не виникало. Проте Вікторія критикувала поведінку Беатриси під час її другої вагітності. Коли принцеса перестала вечеряти разом з матір'ю за тиждень до пологів, воліючи їсти на самоті у своїй кімнаті, Вікторія написала гнівного листа до її лікаря, доктора Джеймса Ріда: «Я закликала принцесу для продовження спільних вече́р, щоб вона не кисла у своїй кімнаті, що дуже погано для неї. Під час своїх вагітностей я регулярно приходила на вечерю, за винятком випадків, коли мені було справді погано (а я багато страждала!) аж до останнього дня». 23 листопада 1886 Беатриса, отримавши анестезію у вигляді хлороформу, народила сина Олександра Маунтбеттена. В наступні роки принцеса стала матір'ю ще трьох дітей. Після народження молодшого сина Беатриса стала виявляти інтерес до соціальних питань, таких як умови у вугільних шахтах; проте так далеко, як це було з її братом принцом Уельським, цей інтерес не зайшов.
Хоча забави при дворі після смерті принца Альберта були мізерні, Беатриса й Вікторія дозволяли собі насолодитися виставами живих картин, які часто виконували в королівських резиденціях. Генріх, що весь час нудьгував при дворі, також почав шукати заняття для себе, і щоб охолодити його запал, 1889 року Вікторія призначила його губернатором острова Вайт. Однак, він прагнув військової служби і благав свою тещу дозволити йому вступити в сьому англо-ашантійську війну. Попри власні побоювання та побоювання дочки, королева погодилася, і Генріх відбув із Лондона 6 грудня 1895 року. Більше Беатриса чоловіка не бачила: на початку січня наступного року Генріх заразився малярією і його відправлено додому; 22 січня 1896 Беатриса, яка чекала чоловіка в Мадейрі, отримала телеграму, що повідомляла їй про смерть Генріха за 2 дні до того.
Беатриса була спустошеною; вона залишила двір на місяць, потім повернулася на свою посаду біля матері. В своєму щоденнику Вікторія записала, що одного разу «увійшла до кімнати Беатриси і сиділа деякий час із нею. Вона настільки жалюгідна у своєму стражданні». Попри своє горе, принцеса залишалася вірною супутницею матері, і, оскільки королева вже мала поважний вік, більшість роботи з кореспонденцією вела Беатриса. Однак, розуміючи, що дочка потребує особистого простору, Вікторія віддала їй апартаменти в Кенсінгтонському палаці, які колись займала сама Вікторія та її мати. Королева також призначила доньку на посаду губернатора острова Вайт, яка залишалася вакантною від дня смерті Генріха. У період раннього вдівства Беатриса зацікавилася фотографією, і Вікторія розпорядилася встановити фотолабораторію в Осборн-гаусі. Зміни в сім'ї, пов'язані зі смертю Генріха, а також із тим, що Беатриса невідступно перебувала при матері, ймовірно вплинули на її дітей, які стали бунтувати в школі: Беатриса писала, що її дочка Ена була «неспокійною і непокірною», а Олександр говорив «невиправдану брехню».

## Останні роки
Смерть матері 22 січня 1901 перевернула життя Беатриси. В березні того року вона писала ректору університету Глазго Роберту Герберту Сторі: «… ви можете собі уявити, яке це горе. Я майже ніколи не покидала моєї дорогої матері і навряд чи зможу зрозуміти, яким буде життя без того, що було центром всесвіту». Принцеса продовжувала виконувати громадські обов'язки, та її становище при дворі стало іншим — менш важливим, як раніше. Беатриса, на відміну від своєї сестри Луїзи, не була близькою з братом Едуардом, який після смерті матері став королем, і не увійшла до його кола наближених. Хоча їхні стосунки не були поганими, іноді між братом і сестрою виникала неприємна напруга: так, Едуард дуже розлютився, коли Беатриса під час його коронації випадково (але дуже шумно) впустила молитовник із королівської галереї на стіл із золотою тацею.
Після того, як резиденція Осборн-гаус перейшла в розпорядження нового короля, Едуард VII розпорядився прибрати звідти особисті речі матері, зокрема й фотографії; частину з цих речей, пов'язану з Джоном Брауном, знищили, оскільки король ненавидів його і вважав прихильність матері до Брауна неналежною. Королева Вікторія мала намір зробити цей будинок приватною, відокремленою резиденцією для своїх нащадків, на віддалі від блиску і пишності материкового життя. Однак новому королю Осборн-гаус виявився фактично не потрібним: порадившись із адвокатами, Едуард збирався перетворити основну будівлю на будинок престарілих, у інших будівлях він вирішив відкрити державні квартири для населення, а на землях Осборна король зібрався побудувати військово-морський коледж. Його плани не схвалили як Беатриса, так і Луїза, оскільки Вікторія заповіла будинки на території резиденції їм, а рішення Едуарда VII суперечило цьому. Крім того, дізнавшись про плани брата, Беатриса почала відмовляти його, посилаючись на те, що Осборн-гаус був дуже важливим для обох батьків.
Сам Едуард був згоден зберегти Осборн-гаус для сім'ї, якщо знайдеться той, кому він буде потрібен, але сам він у ньому жити не бажав; король запропонував маєток своєму спадкоємцю, новому принцу Уельському, проте той відмовився через дорожнечу обслуговування будинку. Так і не знайшовши серед членів королівської сім'ї охочих зайняти основну будівлю, Едуард VII оголосив прем'єр-міністру Артуру Балфуру, що головний будинок стане подарунком для народу. До цього король розширив землі навколо Осборн-котеджу, який за заповітом королеви належав Беатрисі, щоб компенсувати втрату приватності через відкриття основної будівлі для публіки. Також залишалися недоторканними особисті володіння королівської сім'ї на території маєтку. Крім того, був закритим доступ до особистих покоїв покійної королеви.

### Віддалення від суспільного життя

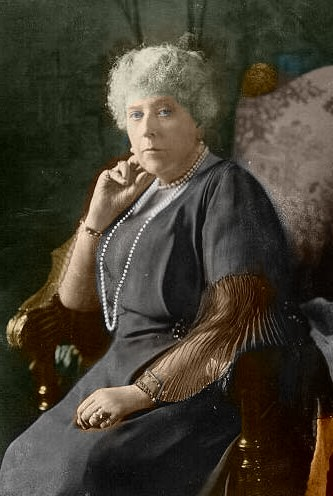
Беатриса в пізні роки

Беатрис продовжувала з'являтися на публіці після смерті своєї матері; здебільшого її виступи були безпосередньо пов'язані з матір'ю, оскільки в народній свідомості принцеса була нерозривно пов'язана з покійною королевою.
Після смерті Вікторії Беатрисі нарешті вдалося зблизитися з єдиною дочкою. Про красу Вікторії Євгенії, в сім'ї відомої під четвертим ім'ям — «Ена», знали не лише у Великій Британії, а й у всій Європі, і попри її досить низьке походження (батько принцеси був народжений у морганатичному шлюбі), вона була бажаною нареченою. Сама Ена серед усіх імовірних кандидатів у чоловіки собі обрала іспанського короля Альфонсо XIII. Беатриса підтримала вибір дочки, попри те, що такий шлюб не влаштовував ні Велику Британію, ні Іспанію: основною вимогою іспанської сторони був перехід принцеси в католицтво, що було неприйнятним для британської сторони; іспанці були проти того, щоб королевою стала протестантка низького походження. Те, що матір'ю принцеси була дочка британського монарха, не відігравало жодної ролі: іспанці зазначали, що Ена лише наполовину королівського походження, а отже, і королевою Іспанії стати не може. Попри все це, 31 травня 1906 в Мадриді Альфонсо XIII одружився з Ене, яка попередньо змінила релігію. Сімейне життя молодят почалося з замаху, скоєного на них у день весілля анархістом. Спочатку подружжя було близьким, проте потім між ними стався розрив: Ена, спочатку непопулярна в Іспанії, передала своєму старшому синові, спадкоємцю престолу Альфонсо, ген гемофілії. Дізнавшись про це, Альфонсо XIII якийсь час жив із дружиною, проте потім відвернувся від неї і поклав відповідальність за хворобу сина на матір Ени — принцесу Беатрису.
Бувши королевою Іспанії, Ена багато разів поверталася до Великої Британії, щоб відвідати матір, проте ці візити вона завжди здійснювала без чоловіка і найчастіше без дітей. Більшість часу Беатриса жила в Осборн-котеджі, поки не продала його 1913 року, коли звільнився замок Карісбрук, резиденція губернатора острова Вайт. Принцеса переїхала до Карісбрука, при цьому зберігши за собою кімнати в Кенсінгтонському палаці в Лондоні. У Карісбруці Беатриса брала активну участь у збиранні матеріалів для місцевого музею, який вона відкрила ще 1898 року.

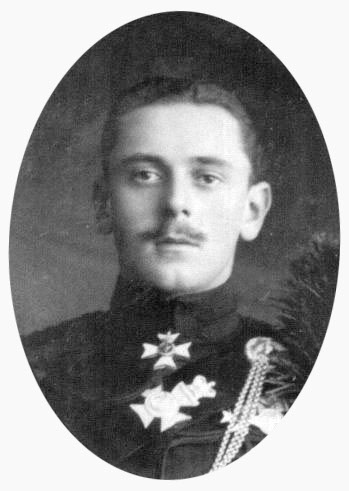
Принц Моріц — улюблений син Беатриси, після смерті якого вона відійшла від суспільного життя

1914 року вибухнула Перша світова війна, яка тривала понад три роки. У відповідь на агресію Німеччини новий король Георг V змінив родове прізвище з Саксен-Кобург-Готського на Віндзор, щоб позбутися шлейфу німецького походження династії. Беатриса, як і інші члени королівської сім'ї, відмовилася від усіх німецьких титулів і називалася тепер просто «Її Королівська високість принцеса Беатриса» замість «Її Королівська високість принцеса Генріх Баттенберг»; прізвище її покійного чоловіка також англізували до «Маунтбаттен». Сини Беатриси відмовилися від титулу «принц Баттенберг»; натомість старший син, Александр, отримав право іменуватися «сер Александр Маунтбаттен», а пізніше — титул маркіза Карісбрука. Молодший син принцеси, Леопольд, тепер іменувався сер Леопольд Маунтбаттен і мав право на титулування як молодший син маркіза. Леопольд страждав на гемофілію і помер під час екстреної операції на стегні за місяць до свого тридцять третього дня народження, коли Беатриса відпочивала на Сицилії.
Після війни Беатриса стала одним з небагатьох членів королівської сім'ї, що підтримували Лігу Іпру — товариство ветеранів битв на Іпрському виступі і родичів загиблих там. Сама Беатриса в цьому товаристві також була скорботною матір'ю: її улюбленого сина Моріца вбито 1914 року під час наступу на Іпр. Спустошена загибеллю Моріца, Беатриса остаточно почала віддалятися від суспільного життя, а більшість публічних появ принцеси пов'язані з його смертю: так, 1930 року вона покладала в Лондоні квіти до Кенотафа з нагоди десятиліття створення Ліги. Сама принцеса під час війни очолювала відділення британського Червоного хреста на острові Вайт, за що її нагороджено Великим хрестом ордена Британської імперії.

### Смерть

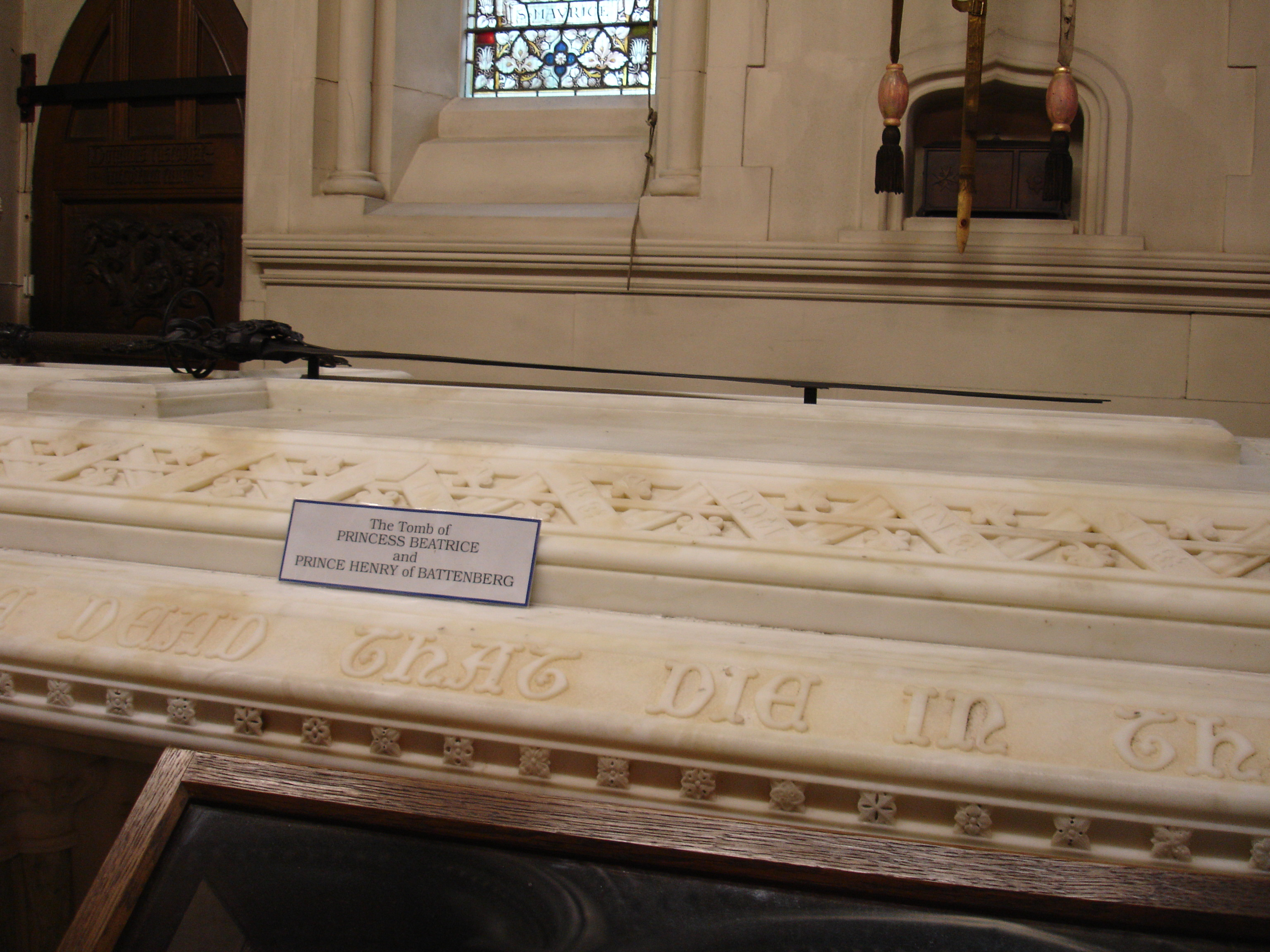
Могила Беатриси та її чоловіка на острові Вайт

В останні роки, коли принцесі вже було понад сімдесят років, Беатриса продовжувала листуватися з друзями та родичами і дуже рідко з'являлася на публіці. Однією з останніх появ стало покладання 23 січня 1936 року вінків на могилу її племінника короля Георга V, який помер за 3 дні перед цим; до цього часу принцеса вже мала проблеми зі здоров'ям, зокрема, вона страждала від ревматизму, який дозволяв їй пересуватися лише на інвалідному візку. Також існує припущення, що приблизно від 1940 року листи принцеси писалися не її рукою, а рукою її фрейліни Мінні Кохрейн; про це 28 жовтня 1940 писала й сама Мінні. 1941 року Беатриса опублікувала свою останню роботу «За часів Наполеона» — переклад особистих щоденників прабабусі принцеси по жіночій лінії Авґусти Ройс-Еберсдорфської. Вона також листувалася з видавцем Джоном Мюрреєм, який високо цінував роботу принцеси.
Останнім притулком принцеси став заміський будинок Брентридж-парк у Західному Сассексі, який належав братові королеви Марії графу Атлонському та його дружині принцесі Алісі, племінниці Беатриси; Атлони на той момент перебували в Канаді, де граф обіймав посаду генерал-губернатора. Саме в Брентриджі Беатриса померла уві сні 26 жовтня 1944 напередодні річниці смерті її улюбленого сина Моріца. Після церемонії прощання, що відбулася 3 листопада в капелі Святого Георгія Віндзорського замку, труну з тілом Беатриси помістили в королівське сховище. Згідно з останньою волею принцеси, 28 серпня 1945 року труну переправлено на острів Вайт, де помістили в могилу чоловіка Беатриси Генріха Баттенберга в церкві Святої Мілдред у Віппінгемі. Того ж дня відбулася приватна поминальна служба, на якій був присутнім тільки син Беатриси маркіз Карісбрук.

## Особистість та діяльність
Беатриса була найскромнішою з усіх дітей королеви Вікторії і водночас найвідомішою, завдяки тому, що вона невідступно супроводжувала матір. Попри невибагливість і скромність, принцеса була гарною акторкою, танцівницею, співачкою та музиканткою, а також чудовою фотографкою. Беатриса перейняла від обох батьків пристрасть до музики і досягла в ній непоганих результатів, граючи на піаніно за професійними стандартами. Однак, у міру того, як прогресувало захворювання на ревматизм, гра принцеси погіршувалась, за що мати її критикувала. Принцеса мала ніжний, тихий і глибокий голос — вона виконувала пісні в меццо-сопрано.
Попри те, що від народження Беатриса була улюбленицею матері, до неї Вікторія висувала вищі вимоги, ніж до інших своїх дітей. Принцесі також довелося розділити любов матері до холодної погоди, хоча, через хворобу, це приносило їй чималі страждання. Вона була відданою своїм дітям і дуже турбувалася, коли вони хуліганили в школі. До тих, хто шукав її дружби, принцеса завжди ставилася з розумінням; вона також мала гарне почуття гумору та почуття обов'язку перед народом. Як і її мати, Беатриса була благочестивою християнкою і захоплювалася богослов'ям до самої смерті. Завдяки спокійній вдачі, принцеса мала широке схвалення як при дворі, так і в суспільстві загалом; так, через рік після весілля, коли Беатриса вирішила відкрити щорічне шоу королівського садівничого товариства Саутгемптона, організатори надіслали подячну прокламацію, в якій говорилося, що організатори висловлюють своє «захоплення ласкавою манерою, в якій ви втішали й допомагали вашій овдовілій матері — нашій милостивій королеві».

### Щоденники королеви Вікторії
Починаючи від липня 1832 і до самої смерті королева Вікторія вела докладні щоденники, яких до 1901 накопичилося 122 томи; у них вона щодня записувала особисті погляди на життя, описуючи як сімейні питання, так і питання держави. У своєму заповіті Вікторія призначила Беатрису літературним душоприказником для того, щоб та підготувала щоденники до публікації, позбавивши їх зайвих подробиць і того, що може здатися «шкідливим» для широкої публіки. Після смерті матері принцеса сама переписувала та редагувала щоденники; спочатку вона робила начерк копії в чернетці, потім переписувала її в блакитний зошит, після чого спалювала і чернетку, й оригінали; зрештою, з оригінальних щоденників Беатриса зберегла лише третину. Знищення такої кількості інформації викликало невдоволення з боку племінника принцеси короля Георга V та його дружини Марії. На виконання цієї роботи принцеса витратила 30 років; роботу вона завершила лише 1931 року. Після 1930 року редагування щоденників матері стало основним заняттям принцеси, яка страждала на ревматизм. Закінчивши роботу над щоденниками, Беатриса присвятила себе патронажу кількох благодійних організацій на острові Вайт.

## Титулування, нагороди, генеалогія та герб

### Титули
- 14 квітня 1857 — 23 липня 1885: Її Королівська високість принцеса Беатриса Марія Вікторія Феодора[8] Великобританська та Ірландська, принцеса Саксен-Кобурзька та Готська, герцогиня Саксонська[67]
- 23 липня 1885 — 14 липня 1917: Її Королівська високість принцеса Генрі Баттенберг[67]
- 14 липня 1917 — 26 жовтня 1944 року: Її Королівська високість принцеса Беатриса[67]

### Нагороди
- 9 січня 1874 року Беатриса стала Дамою Королівського ордена Вікторії та Альберта I класу[en][67]
- 1874 року Беатриса стала Дамою Великого хреста Ордена Святої Катерини[ru] Російської імперії[67].
- 1 січня 1878 року Беатриса разом з іншими членами сім'ї стала кавалером Ордену Індійської корони[92].
- 30 листопада 1881 року Беатриса стала Дамою Великого хреста Ордену Золотого лева[en] Великого герцогства Гессен.
- 24 травня 1885 року принцеса стала членкинею Королівського Червоного хреста[en][67].
- 10 лютого 1904 року Беатриса стала членкинею другого класу Королівського сімейного ордену короля Едуарда VII[en][67].
- 3 червня 1911 року принцеса стала членкинею другого класу Королівського сімейного ордену короля Георга V[en][67].
- 1 січня 1919 року Беатриса стала Дамою Великого хреста Ордену Британської імперії[73].
- 12 червня 1926 року принцеса стала Дамою Великого хреста Ордену Святого Джона[73].
- 11 травня 1937 року Беатрис стала Дамою Великого хреста Королівського Вікторіанського ордену[93].
- 1889 року принцеса стала Дамою іспанського Ордену Королеви Марії Луїзи[67].

### Герб

1858 року Беатрисі та трьом її сестрам надано право користування британським королівським гербом з доданням герба Саксонії (щит, дев'ятиразово перетнутий на золото і чернь, поверх щита права перев'язь у вигляді рутової корони), який представляв батька принцеси — принца Альберта. Щит був обтяжений срібним титлом із трьома зубцями, що символізувало те, що вона є дочкою монарха; на середньому зубці титла — червлене серце, на крайніх зубцях — червлена троянда зі срібною серцевиною і зеленим листям для відрізнення її від інших членів королівської сім'ї.
Щитотримачі обтяжені титлом (турнірним комірцем) як у щита: на зеленому лужку золотий, озброєний червленню і коронований золотою короною леопард [повсталий лев насторожі] і срібний, озброєний золотом єдиноріг, увінчаний як нашийником золотою короною, з прикріпленим до неї ланцюгом.
Дамський (ромбічний) щит, увінчаний короною, що відповідає гідності дітей монарха, обтяжений срібним титлом з трьома зубцями. Щит чотиричастинний: у першій і четвертій частинах — у червленому полі три золоті озброєні блакитні леопарди (насторожені леви, що йдуть), один над іншим [Англія]; у другій частині — у золотому полі червлений, озброєний лазуррю лев, оточений подвійною розквітлою та протирозквітлою внутрішньою облямівкою [Шотландія]; в третій частині — в блакитному полі золота зі срібними струнами арфа [Ірландія]).

## Потомство

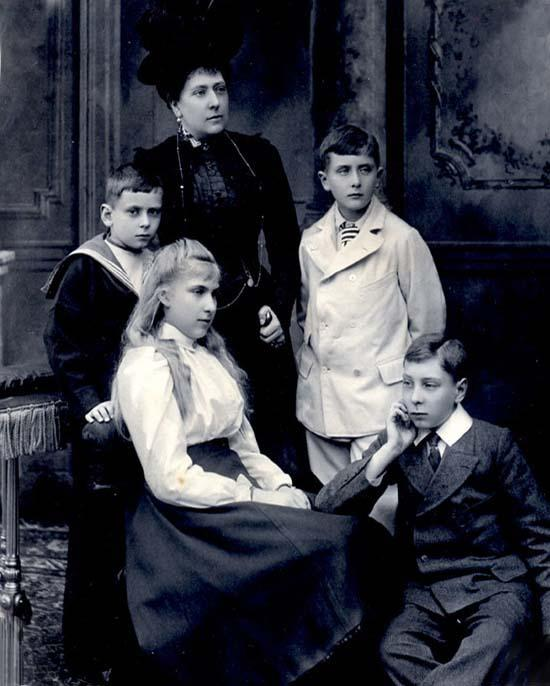
Беатриса з дітьми, 1900

У Беатриси й Генріха народилося четверо дітей; всі вони досягли зрілого віку:
- Олександр Маунтбеттен (23 листопада 1886 — 23 лютого 1960) — маркіз Карісбрук. Був одруженим із Ірен Денісон[en], дочкою Вільяма Френсіса Генрі Денісона, 2-го графа Ландсборо, і Грейс Аделаїди Фейн. У шлюбі з Ірен народилася лише одна дитина — дочка Айріс[en]. Александр помер 1960 року, ставши останнім з онуків королеви Вікторії, що залишалися живими.
- Вікторія Євгенія Юлія Ена (24 жовтня 1887 — 15 квітня 1969) — була одруженою з іспанським королем Альфонсо XIII, від якого народила п'ятьох синів та двох дочок. Двоє синів Вікторії Євгенії, принц Астурійський Альфонсо і Гонсало, страждали на гемофілію і померли від внутрішньої кровотечі внаслідок незначних для здорової людини автомобільних подій. Нинішній іспанський король Філіп VI є правнуком Вікторії Євгенії.
- Леопольд Артур Луїс[en] (21 травня 1889 — 23 квітня 1922) — страждав на гемофілію; помер від крововтрати під час операції на стегні.
- Моріц Віктор Дональд (3 жовтня 1891 — 27 жовтня 1914) — загинув під час наступу на Іпр під час Першої світової війни.